# James Madison Dukes

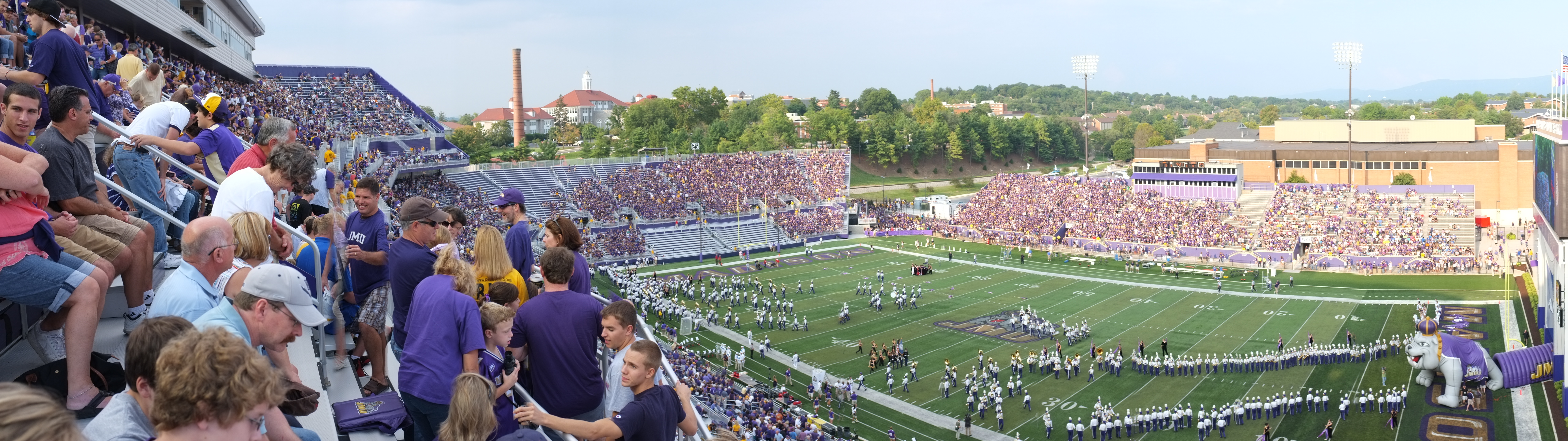
Bridgeforth Stadium.

James Madison Dukes (español: Duques de James Madison) es el nombre que reciben los equipos deportivos de la Universidad James Madison, situada en Harrisonburg, en el estado de Virginia. Los equipos de los Dukes participan en las competiciones universitarias organizadas por la NCAA, y forman parte de la Sun Belt Conference, a la que se sumaron en 2022 tras 39 años en la Colonial Athletic Association.

## Apodo y mascota
El apodo de la universidad es el de Dukes, y se estableció en 1947 en honor del que fuera decano de la universidad entre 1919 y 1949, Samuel Page Duke. Sin embargo, la elección de un bulldog como mascota no ocurrió hasta 1972, recibiendo el nombre de Duke Dog.

## Programa deportivo
Los Dukes participan en las siguientes modalidades deportivas:
| - Masculino - Baloncesto - Béisbol - Fútbol americano - Golf - Fútbol - Tenis | - Femenino - Baloncesto - Voleibol - Lacrosse - Golf - Fútbol - Tenis - Hockey sobre hierba - Atletismo - Natación - Softball - Campo a través |

### Baloncesto
El equipo masculino de los Dukes se ha clasificado en cuatro ocasiones para el Torneo de la NCAA, la última de ellas en 1994 y en otras cinco ocasiones han sido invitados al NIT, la última ocasión en 1995. En 2009 fueron invitados al primer CollegeInsider.com Postseason Tournament, en el cual cayeron en semifinales ante Old Dominion.
Solamente un jugador de los Dukes en la historia ha llegado a jugar como profesional en la NBA, se trata de Linton Townes, que acabaría jugando en varios equipos de la liga ACB.

### Fútbol americano
El equipo de fútbol americano se creó en 1974, y ha ganado dos veces el título nacional en la FCS, en 2004 y 2016.